# Нака (община)
Община Нака (на шведски: Nacka kommun) е разположена в лен Стокхолм, централна Швеция с обща площ 100 km2 и население 94 423 души (към 31 декември 2013). Административен център на община Нака е едноименния град Нака.